# Histoire du taekwondo
L'histoire du taekwondo est profondément liée à l'histoire de la Corée. D'un point de vue culturel, le taekwondo est une unification des pratiques de plusieurs écoles sud-coréennes des années 1950 inspirées par le karaté Shotokan et certains éléments caractéristiques des arts martiaux coréens (en particulier le tang soo do ). D'un point de vue politique, le taekwondo a été un outil de propagande nationaliste dont le but a été d'exalter le patriotisme de la jeune nation sud-coréenne à la suite de l'Histoire de la Corée durant la colonisation japonaise et du conflit avec la Corée du Nord.
Le taekwondo a été nommé et codifié en Corée du Sud entre la fin des années 1950 et le début des années 1960.
À la suite de la diffusion de cet art martial en Corée du Nord par les responsables de la première organisation internationale, l'ITF, en 1972. Le Mjr Gén. Choi a déplacé le siège social de ITF de la Corée du Sud vers le Canada, en l'occurrence à Toronto. ITF regroupait ainsi uniquement les membres d'un seul Kwan. Tous les autres Kwan ayant fondé l'Association coréenne de taekwondo sont demeurés affiliés à cette dernière. Cela a mené à la création de la Fédération mondiale de taekwondo (WTF). La WTF est devenu l'organisme de régie officiel du taekwondo au niveau international en 1975 dans le cadre de la réunion, tenue à Montréal, de l'Assemblée Générale des Fédérations Sportives Internationales.
Cette scission de nature politique, qui perdure depuis, ainsi que les motivations idéologiques à l'origine de la création du taekwondo, ont induit une forte propagande et une déformation volontaire des faits historiques dans chacune de ces organisations, notamment au sujet des origines et de la création du taekwondo. Depuis le décès du Mjr Gén Choi ITF s'est scindé en 3 organismes distincts (ITF-A, ITF-C et ITF-K) qui revendiquent la légitimité de régie de ITF et ce nonobstant des décisions rendues en la matière par des tribunaux situés en Ontario (Canada) et en Autriche.

## Origines
La pratique des arts martiaux en Corée remonte au moins à l'Antiquité.
Le taekwondo est souvent présenté comme l'héritier des méthodes de protection du corps et de l'esprit pratiquées par les Hwarang, confrérie militaire du royaume de Silla et les guerriers du royaume de Koguryo à l'époque des Trois Royaumes de Corée. Cependant, les arts martiaux qui existent à l'époque, comme le taekkyeon et le soo bak sont très éloignés du taekwondo actuel, même s'ils incitent néanmoins déjà sur les techniques de jambes, à tel point que le lien entre le taekwondo et ces arts anciens est qualifié de mensonger, considéré comme un argument de propagande, par certains historiens de la discipline.
Les arts martiaux se développent durant la période Joseon (1392 à 1910) tout comme la philosophie confucianiste.

## Début de la fédération des kwans (1951-1959)
Le taekwondo est le fruit de la fédération progressive, à partir des années 1950, et plus particulièrement à partir de 1961, sous l'égide de la Korea Taekwon-Do Association (en) (KTA), de différentes écoles d'arts martiaux coréennes (kwans) fondées dans les années 1940, après l'occupation japonaise de la Corée.
En effet, pendant cette période d'occupation, jusqu'à la reddition du Japon et la partition de la Corée, la pratique des arts martiaux coréens avait été interdite par l'occupant, tout comme beaucoup d'autres éléments de la culture coréenne. Ces arts martiaux continuaient néanmoins d'être pratiqués de manière clandestine.
À partir de 1951,, plusieurs réunions sont organisées par les dirigeants des 9 principaux kwans (écoles d'arts martiaux), pour unifier le « karaté coréen », qui est alors principalement nommé « Voie de la main de Chine » (Tang Soo Do) ou « Voie de la main vide » (Kong Soo Do), deux expressions héritées du japonais (respectivement Tō-de et Karate-Do). La plus ancienne de ces neuf écoles est le Chung Do Kwan qui est fondé en 1944 à Séoul.
À partir de 1955, sous l'impulsion du gouvernement coréen, cet effort d'unification sera piloté par le général Choi Hong Hi (최홍희). Il a commencé à pratiquer le karaté Shotokan, notamment sous la direction du maître japonais Gichin Funakoshi, lorsqu'il est parti faire ses études au Japon, durant la domination japonaise. Enrôlé de force dans l'armée japonaise pendant la Seconde Guerre mondiale, il s'engage dans la toute jeune armée sud-coréenne en 1950, lors de la guerre entre la Corée du Nord et la Corée du Sud. En 1952, devenu général, il entend parler d'un jeune sous-lieutenant nommé Nam Tae Hi (en), qui aurait tué des communistes à mains nues lors d'une célèbre bataille, et qui est adepte du karaté coréen (Tang Soo Do) enseigné dans l’école Chung Do Kwan. Choi, à la recherche d'un héros national et d'un entraîneur performant, confie à Nam l'entraînement de la 29e division d'infanterie au Tang Soo Do. En 1954, à l'occasion d'une courte démonstration militaire effectuée par Nam devant le président de la Corée du Sud, Syngman Rhee, ce dernier demande à Choi de faire enseigner son art à davantage de soldats, mais en insistant pour qu'il soit assimilé au taekkyon, de tradition coréenne, plutôt qu'au Tang Soo Do, qu'il considère trop lié à la culture japonaise.
Choi fonde alors un nouveau dojang (école d'arts martiaux), dans une base militaire de la province de Kangwoon, qu'il appela Oh Do Kwan, et où Nam entraîne jusqu'à 300 soldats à la fois ; il devient également directeur honoraire de l’école Chung Do Kwan, dont le leader, Duk Sung Son, souhaite utiliser l'influence du général pour étendre la popularité de l’école et de son art. Le travail de Choi consiste ensuite à essayer de fédérer quatre autres écoles pionnières (Moo Duk Kwan, Song Moo Kwan, Chang Moo Kwan et Jidokwan) aux deux qu'il dirigeait, autour d'un projet d'art martial national unificateur, dont le nom reste à définir, et qui utiliserait essentiellement des techniques de Tang Soo Do mais s'inspirerait également du taekkyon.
C'est le général Choi Hong Hi qui va proposer le nom de taekwondo. Le 11 avril 1955, au Kugilgwan, une des plus influentes maisons de gisaeng (sorte de maison close traditionnelle) de Séoul, se réunit le « Premier comité consultatif pour le Chung Do Kwan de Duk Sung Son » (renommé plus tard « Comité de nommage du Tae Kwon Do » par Choi Hong Hi). Il est présidé par Choi Hong Hi et composé de Nam Tae-Hi, du leader de l’école Chung Do Kwan, Duk Sung Son (en), et de son instructeur en chef, ainsi que d'hommes d'affaires, de politiciens et de journalistes. Les membres du comité votent à bulletin secret en faveur d'un nom unique pour désigner le « karaté coréen » ; tous optent pour le nom de Tang Soo Do, sauf Choi et Nam, qui proposent un nouveau nom qu'ils ont inventé ensemble, « Tae Kwon Do ». Sous l'influence du général Choi, notamment auprès de l’entourage du président de Corée du Sud Syngman Rhee, qui préférait pour sa part le nom de taekkyon, le terme de Tae Kwon Do finira par s'imposer. Mais il faudra attendre 1959 pour que le regroupement de plusieurs écoles et organisations sous l’égide de la Korea Taekwon-Do Association (KTA) ne commence à populariser l’usage de ce nom.

## Promotion internationale du taekwondo (1959-1965)
Une des premières importantes étapes du processus d'unification est la promotion internationale du Taekwon-Do par des équipes de démonstration, composées de ses représentants les plus techniques et spectaculaires. En mars 1959, une première tournée de démonstration fait découvrir à Taïwan et au Sud-Viêt Nam ce nouvel art martial.
Nommé ambassadeur en Malaisie, le général Choi abandonne la présidence de la KTA pour se consacrer à la diffusion du Taekwondo dans ce pays, après avoir effectué une démonstration dans un stade à la demande du premier ministre Malais. Ce travail de promotion aboutira à la création de l’Association malaise de Taekwondo en 1963.
Dès le départ en Malaisie du général Choi (1961), le président Park Chung Hee (박정희) décida d'ordonner une réunification des différentes écoles. En effet, hormis les élèves des écoles Chundokwan et Ohdokwan, seule une faible minorité pratiquaient le taekwondo tel que défini par le général Choi, et de nombreux maîtres, insatisfaits du nom « taekwondo » continuèrent à enseigner sous les noms « Gongsoodo », « Dangsoodo » et « Soobahkdo ». Hwang Kee (황기), le principal rival de la KTA, avait créé sa propre fédération : Korea Dangsoodo association, qui changera plus tard en Korea Soobahkdo Association. Le 16 septembre 1961, une nouvelle réunion a lieu, et les différents représentants tombent d'accord sur le terme « taesoodo » qui combine les termes de taekkyon, gongsoodo, soobahkdo et dangsoodo. La KTA est donc renommée Korea Taesoodo Association.
En 1961-62, le taekwondo est pratiqué par les militaires coréens autant que par la population civile de ce pays, mais aussi par les forces armées américaines stationnées en Corée. Ces mêmes années, le taekwondo est introduit à l’académie militaire de West Point aux États-Unis.
En juin 1963, une démonstration a lieu dans le bâtiment des Nations unies, à New York, et le Tae Kwon Do est choisi pour l’entraînement des militaires du Sud Viêt Nam.Toujours en 1963, les associations nationales de Singapour et de Brunei sont créées.
En 1965, à la retraite, Choi dirige une nouvelle tournée de démonstration internationale pour assurer la promotion du Taekwon-Do en Allemagne de l’Ouest, Italie, Égypte, Turquie, Émirats arabes unis, Malaisie et Singapour. Les membres de son équipe de démonstration étaient Han Cha Kyo (VIe dan à l’époque), Kim Jun Kun (Ve dan), Kwon Jai Hwa (Ve dan) et Park Jong Soo (Ve dan). À l'issue de cette tournée, des associations nationales sont créées dans ces pays.
La même année, à son retour en Corée, le général Choi redevient président de la KTA. Le 5 août 1965, il organise un vote pour évincer du nom de l'organisation le terme de taesoodo et restaurer celui de taekwondo. Les conditions de ce vote sont restées douteuses, car le nom taekwondo, qui ne contentait que l'Ohdokwan et le Chungdokwan, ne fut choisi qu'avec une voix d'écart. La KTA fut donc renommée Korea Taekwondo Association et l'usage du terme taekwondo s'imposa alors définitivement.

## Scission entre la KTA et l'ITF (1966)
Les tensions se faisaient de plus en plus fortes entre les membres de la KTA et le général Choi, car celui-ci ne reconnaissait militairement que les ceintures noires de son école et de l'école Chungdokwan, ce qui était pris comme un affront par les autres maîtres. De plus, il continuait à évoluer dans son programme, sans tenir compte des autres maîtres.
Peu après, en 1966, Choi quitte la KTA, sous la pression des leaders d'autres écoles d'arts martiaux comme Lee Chong-woo et Uhm Woon-kyu qui le considéraient comme un "fauteur de troubles permanent", en ayant négocié la possibilité de fonder sa propre fédération, d'envergure internationale, l'International Taekwon-Do Federation (ITF), qu'il crée effectivement le 22 mars 1966, à l'hôtel Chosun de Séoul.
Les pays fondateurs de l’ITF sont donc la Corée, le Viêt Nam, la Malaisie, Singapour, l’Allemagne de l’Ouest, les États-Unis, la Turquie, l’Italie et les Émirats arabes unis. Choi commence à cette époque à clamer que le taekwondo est le « sport national » de la Corée.
Afin que l’ITF bénéficie d'une influence politique suffisante pour rivaliser avec la KTA, Choi offre le titre de directeur honoraire de l’ITF à Kim Jong-pil, créateur des services de renseignement de la KCIA.
En 1968, Choi visite la France à l’occasion du symposium sur le sport militaire et y organisa une démonstration devant les représentants de 32 pays. La même année, le Royaume-Uni forme une association nationale de Taekwondo, et le général se rend en Espagne, au Canada, aux Pays-Bas, en Belgique et en Inde. En 1969, Choi effectue une tournée dans 29 pays afin d'y rencontrer des instructeurs de ces différents pays et d'effectuer les prises de vues qui illustrent la première édition de l’Encyclopédie[Laquelle ?] (1972).
De son côté, la KTA commença à fonder un programme technique commun et nomma un comité de création de formes, composé de Kwak Kun Sik (Chung Do Kwan), Lee Yong Sup (Song Moo Kwan), Park Hae Man (Chung Do Kwan), Hyun Jong Myung (Oh Do Kwan) et Kim Soon Bae (Chang Moo Kwan). Ils créèrent les poumsés (품새) Palgwae et Yudanja (Koryeo (고려) à Ilyeo (일여)), mais ces poumsés furent créés sans la participation de deux Kwan originaux, Ji Do Kwan et Moo Duk Kwan, fusionnés au sein de la Korea Soo Bahk Do association. Quelques années plus tard, sous l'impulsion de Chong Hong Soo, Im Young Taek (Moo Duk Kwan) et Lee Chong Woo (Ji Do Kwan), une partie de ces Kwan rejoignit la KTA (les Jidokwan Lee Chong Woo et Bae Young Ki, et le Moo Duk Kwan Han Yong Tae), qui décida de refaire les poumsés, en créant de nouveaux : les taegeuk (태극).
En 1971, le gouvernement décida de construire le Kukkiwon (국기원), siège mondial de la KTA, qui fut fondé en 1972 à Séoul,.

## Concurrence internationale entre l’ITF et la WTF (à partir de 1973)
En 1972, Choi introduit le Taekwon-Do en Bolivie, République dominicaine, Haïti et Guatemala. Mais confronté à une situation politique particulièrement difficile dans son pays, il est contraint à l’exil : en effet, le gouvernement sud-coréen désapprouve une initiative de Choi de faire une démonstration de Taekwondo en Corée du Nord, où il se rend en 1966. Le développement du Taekwon-Do en Corée du Nord est dû notamment à Yoon Byung-in.
Afin de ne pas perdre la direction de l'ITF, et avec l’accord des pays membres de l’organisation, Choi déplace le siège de l’ITF à Toronto, au Canada, d’où il espère pouvoir diffuser plus aisément le Taekwondo dans les pays de l’Est.
Le gouvernement de Corée du Sud, qui ne souhaite pas, lui non plus, perdre le contrôle de cet art martial, devenu un extraordinaire outil de propagande nationaliste, crée la WTF (World Taekwondo Federation ou Fédération Mondiale de Taekwondo) en 1973. Les premiers championnats du monde de taekwondo WTF sont organisés en 1973 et seront par la suite organisés tous les deux ans.
Bénéficiant de l’appui du gouvernement, cette fédération se développe très rapidement, surtout dans les pays de l’Ouest, qui sont alors engagés dans cette période de guerre froide auprès des États-Unis contre le bloc soviétique auquel appartient la Corée du Nord pendant la guerre froide. Elle popularise une pratique du taekwondo moins axée sur la self-défense et plus sur le sport de combat, interdisant notamment les coups de poing au visage, dans plus de 200 pays. Elle revendique désormais plus de 80 millions d'adhérents,.
Dès lors, l'ITF et la WTF rivaliseront de manière plus ou moins conflictuelle, proportionnellement à l'intensité de la guerre froide et des conflits entre la Corée du Sud et du Nord.
Après la création de la WTF, le général Choi continue son travail de développement du Taekwon-Do originel par le biais de l'ITF. Une nouvelle équipe de démonstration part en tournée dès novembre 1973. Maître Park Jong Soo, désormais VIIIe dan, en fait toujours partie. Il est accompagné par Maître Rhee Ki Ha, Maître Park Sun Tae et Maître Choi Chang Keun. Ils visitent 23 pays d’Europe, d’Asie, du Moyen-Orient et d’Afrique, et établissent des organisations nationales dans 5 d’entre eux.
Sans s’arrêter de voyager, le général Choi assiste à l’organisation du Ier championnat du Monde en 1974 à Montréal (Canada) et du Ier championnat d’Europe à Amsterdam (Pays-Bas) en 1976.
En 1978, une nouvelle équipe de démonstration est constituée. Elle comprend Maître Choi Chank Keun, Park Jung Tae, Rhee Ki Ha et Leong Wei Meng. Ces deux derniers, ainsi que Park Jong Soo, ont aujourd’hui le grade de Grand Maître.
En 1979, l’AETF (All Europe Taekwon-Do Federation) est fondée à Oslo (Norvège).
Les équipes de démonstrations se succèdent, voyageant dans le monde entier pour introduire le Taekwon-Do.
L’année 1980 est une année historique pour le Taekwon-Do et pour le général Choi, puisqu’une équipe de 15 membres (comprenant son fils maître Choi Jung Hwa) effectue une tournée en Corée du Nord, pays natal du Général Choi.
C’est la première fois que le Taekwon-Do est introduit dans ce pays.
En 1981, une équipe de démonstration composée de nord-coréens et de sud-coréens est présentée par le Général Choi.
En 1985, le siège de l’ITF s'installe à Vienne, où il est encore de nos jours.
Le décès du président de l'ITF, le général Choi Hong Hi, survient le 15 juin 2002. À sa mort, l'ITF se scinde en trois fédérations distinctes. Elle revendique aujourd'hui 50 millions d'adhérents dans 127 pays.

## Ère olympique (depuis 2000)
Le taekwondo WTF est présenté comme sport de démonstration aux Jeux olympiques de Séoul en 1988 et à ceux de Barcelone en 1992 avant de devenir sport olympique à partir des jeux olympiques d'été de 2000, ce qui intensifie sa popularisation par rapport au Taekwon-Do ITF.
En préparation du second sommet intercoréen de 2007, des rencontres ont été organisées entre les dirigeants de l'ITF (à laquelle sont affiliés les athlètes nord-coréens), alors présidée par Jang Ung, et de la WTF (proche des instances officielles sud-coréennes), dirigée alors par Choe Chung-won, afin d'unifier les deux fédérations mondiales de taekwondo.
Pendant les Jeux olympiques de la jeunesse d'été de 2014, un accord (Memorandum of Understanding) est signé entre la WTF et l'ITF pour que les membres de chacune de ces deux organisations puissent participer aux compétitions organisées par l'autre ; en particulier, cet accord permet aux membres de l'ITF de participer aux compétitions olympiques suivantes, selon les règles définies par la WTF.